# Эрдао
Эрда́о (кит. упр. 二道, пиньинь Èrdào, буквально: «два пути») — район городского подчинения города субпровинциального значения Чанчунь провинции Гирин (КНР).

## История
В 1800 году был образован «Чанчуньский комиссариат» (长春厅), которому подчинялись четыре волости. Одной из этих волостей была волость Фуань, с запада ограниченная рекой Иньтунхэ, а с востока — рекой Укайхэ. В 1910 году из состава волости Фуань были выделены волости Аньдин и Аньжэнь, территории которых впоследствии и образовали район Эрдао.
В 1911 году волости Аньдин, Аньдао и Аньхуай были объединены в посёлок Юнцин. В 1913 году посёлки Юнцин, Дэань и волость Аньжэнь были объединены в район Сянъи. В 1929 году район Сянъи был разделён на район № 1 и район № 2.
В 1937 году властями Маньчжоу-го была образована административная единица «Особый город Синьцзин», разделённая на 12 районов и 6 пригородных районов. Территория современного района Эрдао вошла в состав районов Хэшунь и Дунжун, а также частично в состав районов Бэйхэдун и Наньхэдун. В 1940 году за счёт ликвидации районов Бэйхэдун и Наньхэдун были расширены районы Хэшунь и Дунжун. В 1942 году районы Бэйхэдун и Наньхэдун были воссозданы. Такое разделение сохранялось до 1948 года.

## Административное деление
Район Эрдао делится на 8 уличных комитетов, 6 посёлков и 1 волость.

## Соседние административные единицы
Район Эрдао граничит со следующими административными единицами:
- Район Наньгуань (на юго-западе)
- Район Куаньчэн (на северо-западе)
- Район Шуанъян (на юге)
- Городской уезд Цзютай (на северо-востоке)
- Городской округ Гирин (на востоке)